# Narcissus compressus
Narcissus compressus är en amaryllisväxtart som beskrevs av Adrian Hardy Haworth. Narcissus compressus ingår i släktet narcisser, och familjen amaryllisväxter. Inga underarter finns listade i Catalogue of Life.

## Bildgalleri

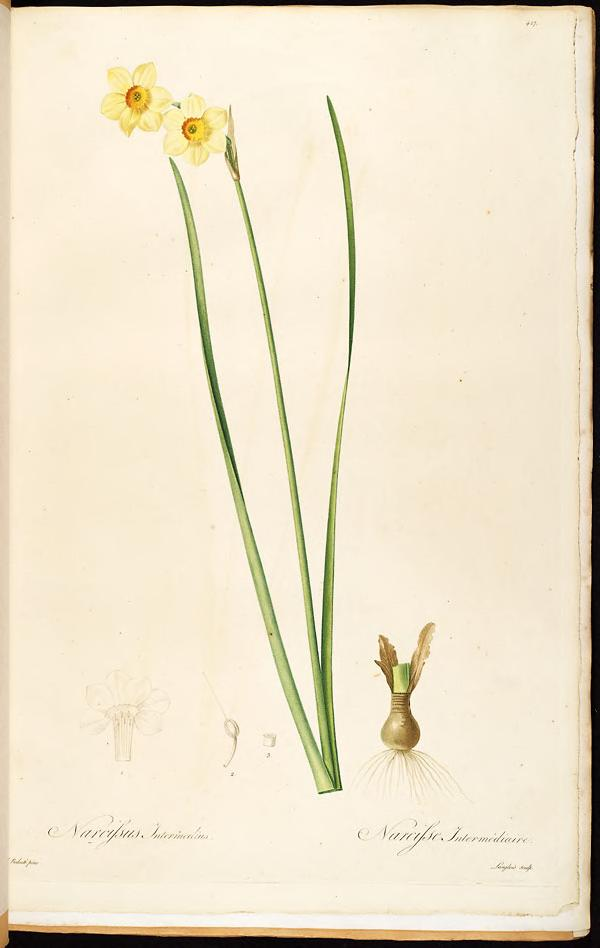